# Skyfall (soundtrack)
Skyfall is de originele soundtrack van de drieëntwintigste James Bond-film van EON Productions uit 2012 met dezelfde naam. Het album werd uitgebracht in 2012 door Classical Records.
De filmmuziek werd gecomponeerd door Thomas Newman en is hiermee de negende componist die filmmuziek voor een James Bond-film schreef. Newman was ook de dirigent van het orkest. De opnames vonden in 2012 plaats in de Abbey Road Studios in Londen. De titelsong ("Skyfall") van de film werd gezongen door Adele, en het nummer schreef Adele samen met Paul Epworth. Dit nummer staat niet op de officiële soundtrackalbum van de film en is hiermee na "You Know My Name" uit Casino Royale de tweede titelsong die alleen werd uitgebracht op een single. Het album stond in 2012 in de Nederlandse Album Top 100 met hoogste notering, plaats 76 en in de Vlaamse Ultratop 200 Albums plaats 58 en in de Amerikaanse Billboard 200 plaats 100.

## Musicus
- John Beasley - Synthesizer
- Paul Clarvis - Percussie
- George Doering - Gitaar

- John Parricelli - Gitaar
- Frank Ricotti - Percussie
- Sonia Slany - Elektrische viool

- Phil Todd - Dwarsfluit
- Jonathan Williams - Cello
- Bruce White - Altviool

## Nummers
| Nr. | Titel                  | Duur |
| --- | ---------------------- | ---- |
| 1   | Grand Bazaar, Istanbul | 5:14 |
| 2   | Voluntary Retirement   | 2:22 |
| 3   | New Digs               | 2:32 |
| 4   | Severine               | 1:18 |
| 5   | Brave New World        | 1:50 |
| 6   | Shanghai Drive         | 1:26 |
| 7   | Jellyfish              | 3:22 |
| 8   | Silhouette             | 0:56 |
| 9   | Modigliani             | 1:04 |
| 10  | Day Wasted             | 1:31 |
| 11  | Quartermaster          | 4:58 |
| 12  | Someone Usually Dies   | 2:29 |
| 13  | Komodo Dragon          | 3:20 |
| 14  | The Bloody Shot        | 4:46 |
| 15  | Enjoying Death         | 1:13 |

| Nr. | Titel                 | Duur                      |
| --- | --------------------- | ------------------------- |
| 16  | The Chimera           | 1:58                      |
| 17  | Close Shave           | 1:32                      |
| 18  | Health & Safety       | 1:29                      |
| 19  | Granborough Road      | 2:32                      |
| 20  | Tennyson              | 2:14                      |
| 21  | Enquiry               | 2:49                      |
| 22  | Breadcrumbs           | 2:02                      |
| 23  | Skyfall               | 2:32                      |
| 24  | Kill Them First       | 2:22                      |
| 25  | Welcome To Scotland   | 3:21                      |
| 26  | She's Mine            | 3:53                      |
| 27  | The Moors             | 2:39                      |
| 28  | Deep Water            | 5:11                      |
| 29  | Mother                | 1:48                      |
| 30  | Adrenaline            | 2:21                      |
| 31  | "Old Dog, New Tricks" | 1:48 (bonustrack I-tunes) |

## Hitnoteringen

### NPO Klassiek Filmmuziek Top 200
| Skyfall in de NPO Klassiek Filmmuziek Top 200 | Skyfall in de NPO Klassiek Filmmuziek Top 200 |
| Jaar                                          | 2025                                          |
| --------------------------------------------- | --------------------------------------------- |
| Positie                                       | 40                                            |